# Cnemotrupes cnephosa
Cnemotrupes cnephosa är en skalbaggsart som beskrevs av Henry Fuller Howden 1964. Cnemotrupes cnephosa ingår i släktet Cnemotrupes och familjen tordyvlar. Inga underarter finns listade i Catalogue of Life.